# La vida del Imperio (The Course of Empire)
La Vida del Imperio, o The Course of Empire, en su título original en inglés, es una serie de cinco pinturas de Thomas Cole, un pintor estadounidense de origen británico, fundador de la llamada Escuela del río Hudson. Se expone en la New York Historical Society.                                                                                                                                                                                                                                                                                                

## Introducción
A finales de la década de 1820, Thomas Cole, ya había realizado una sólida carrera como pintor paisajista, influido principalmente por la obra de Salvator Rosa. Sin embargo. Cole era consciente tanto de su provincialismo como de sus carencias, concretamente en la representación de figuras y en la claridad de los detalles. En junio de 1829 realizó su primer viaje a Inglaterra y, en mayo de 1831, partió de este país hacia Francia e Italia. Según manifiesta el propio Cole, si bien fue importante su experiencia en Inglaterra, todavía lo fue más en Francia e Italia, donde estuvo en contacto con la obra de Claudio de Lorena, que señaló el giro que su estilo pictórico tomaría en adelante.
Tal vez el mayor efecto que Italia tuvo en Cole fue en el campo de la imaginación. Cole quedó impresionado tanto por los restos de la Antigüedad clásica y medieval, como por las sensaciones que evocaban en su mente, y que contrastaban fuertemente con las de la naturaleza norteamericana. Por primera vez en su carrera, los temas que le sugerían eran acordes con su concepción ideal de la pintura del paisaje. A finales de 1832, de vuelta en los Estados Unidos, Cole ya era capaz, tanto intelectual, técnicamente y con la experiencia directa, para la realización de paisajes con altos propósitos morales, dedicados tanto la plasmación de ideas como a la representación de elementos de la Naturaleza. Las obras que mejor ilustran la influencia que tuvo en Cole su primer viaje europeo son las que componen "El Curso del Imperio".

## Realización de la obra
En 1827, Cole comenzó a pensar en una serie de pinturas que mostraran el ascenso y la caída de una civilización y, unos años más tarde, comenzó a hacer bocetos y desarrollar sus ideas. Buscando un patrón, trató de persuadir a Robert Gilmor Jr. (1774-1848) quien no estuvo interesado. Finalmente, en 1833, el comerciante neoyorquino Luman Reed encargó a Cole un ciclo de cinco pinturas para la galería de arte de su nuevo hogar en Greenwich Street. En esta serie, Cole representó la historia de un Imperio que aparece, se desarrolla, crece hasta la madurez, decae y finalmente se derrumba. En el esbozo preparatorio que Cole presentó a Luman Reed en 1833, las cinco pinturas actualmente conservadas, debían estar completadas en la parte superior por tres lienzos largos y estrechos que, de izquierda a derecha, representarían el amanecer, el mediodía y el ocaso.
La visión de Cole era muy pesimista en comparación con la de la mayoría de sus compatriotas, quienes pensaban que los Estados Unidos serían una excepción al trágico proceso representado por el pintor. Se suele citar la Historia de la decadencia y caída del Imperio romano, de Edward Gibbon, como una obra en la cual Cole se basó para desarrollar esta obra. También extrajo ideas del poema Las peregrinaciones de Childe Harold, obra de Lord Byron. La primera vez que expuso las pinturas, utilizó una cita de este poema: "First freedom, then glory; when that fails, wealth, vice, corruption", "Primero, libertad, luego gloria; cuando esto falla, la riqueza, el vicio, la corrupción". Al elegir un título para la serie, se inspiró en la primera línea del poema de George Berkeley, "Verses on the Prospect of Planting Arts and Learning in America" (1729) que comienza: "Westward the Course of Empire takes its way." Lamentablemente, Luman Reed no vivió para ver la serie terminada. Murió en junio de 1836, pero su familia animó a Cole a completar las pinturas. Esta serie se convirtió en el núcleo de la New-York Gallery of the Fine Arts y, posteriormente, toda la colección de esta galería fue donada a la New-York Historical Society en 1858.

## El curso del Imperio

### El Estadio Primitivo, o El Comienzo del Imperio

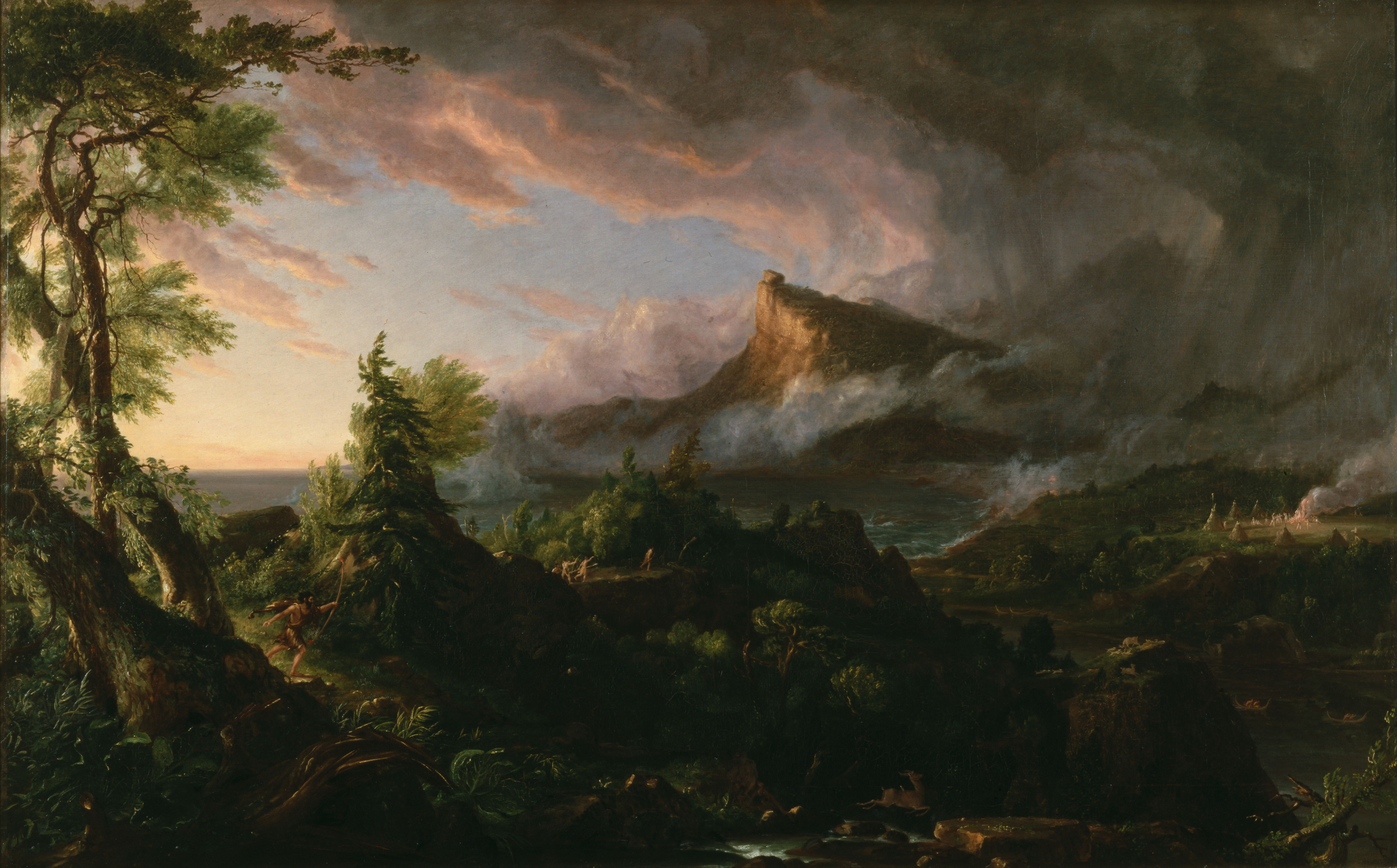
El Estadio Primitivo, o El Comienzo del Imperio.

- Pintura al óleo sobre lienzo; 99,7 x 160,7 cm.
- Firmado abajo a la derecha: "T.Cole"
- Situación dentro del conjunto: arriba a la izquierda.

Este lienzo muestra un valle desde las orillas de un río. En primer y segundo plano el valle presenta pequeños acantilados, pero en el fondo sobresale un gran promontorio puntiagudo. La escena se desarrolla bajo la tenue luz del amanecer de un día tormentoso. Las nubes y la niebla esconden parte del paisaje distante, ocultando un futuro impredecible. Un cazador vestido con pieles persigue a un ciervo. En la parte inferior derecha, unas canoas navegan por el río. En segundo plano se puede ver un claro con varios tipis alrededor de una hoguera, el núcleo de la futura ciudad. Las referencias visuales son las de la vida aborigen en América del Norte. Esta pintura representa el estado ideal de la vida natural. Es un mundo silvestre pero saludable, no dañado por el hombre.

### El Estadio Arcádico o Pastoral

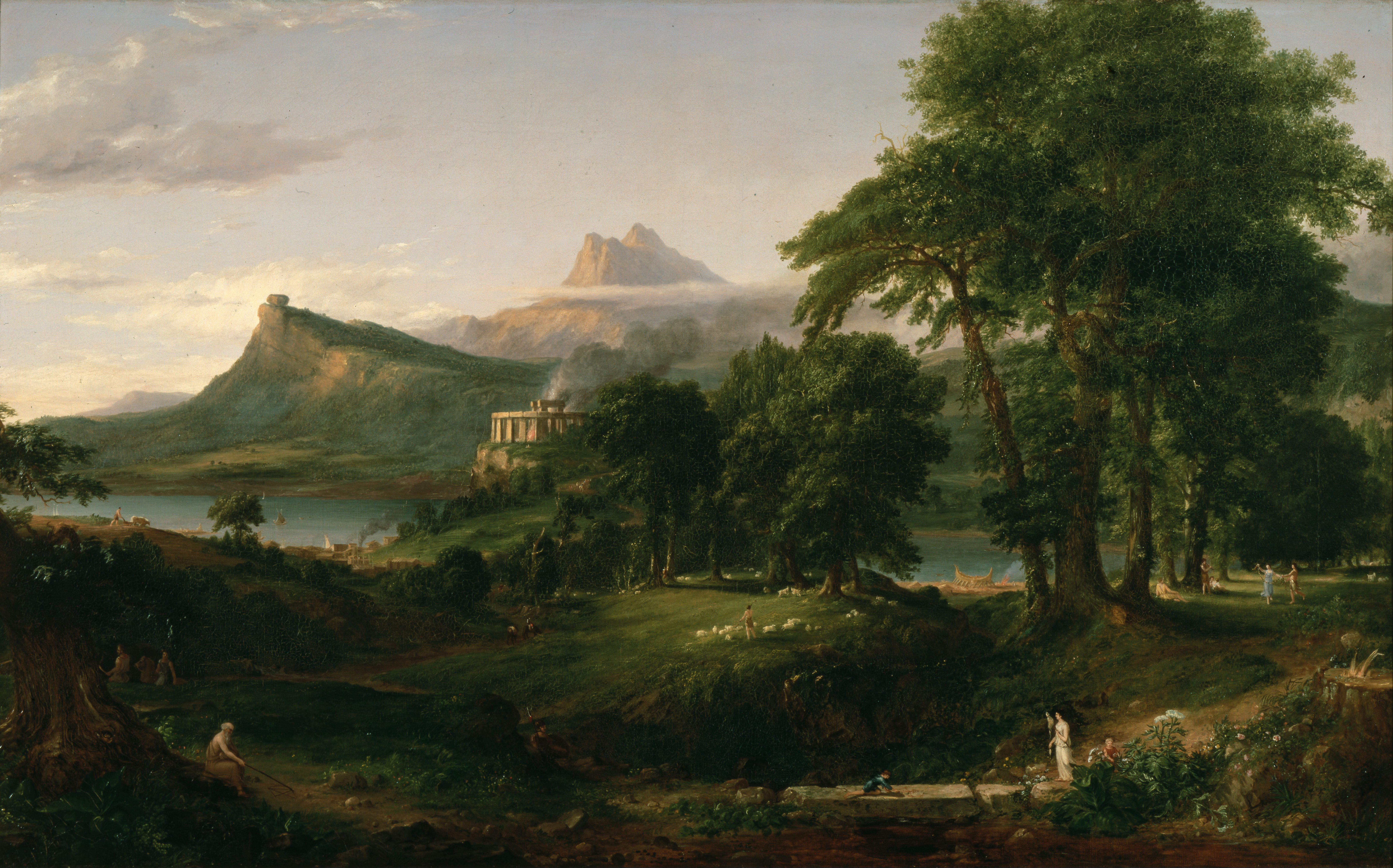
El Estadio Arcádico o Pastoral.

- Pintura al óleo sobre lienzo; 99,7 x 160,7 cm.
- Firmado abajo en el centro: "T.C."
- Situación dentro del conjunto: abajo a la izquierda.

En un cielo claro de primavera o verano, el punto de vista del lienzo se ha desplazado más abajo del río, ya que el promontorio rocoso está en el lado izquierdo de la pintura, mientras que ahora es visible en el fondo una montaña bifurcada. Gran parte del valle se ha convertido en tierras de cultivo y en prados. Se pueden ver actividades agrícolas, ganaderas, recreativas y la construcción de un barco. En primer plano, un anciano traza en el suelo un problema geométrico con un palo. Junto al río, se ha construido un templo megalítico. Las imágenes reflejan una Antigua Grecia, idealizada, pre-urbana y en paz con la tierra. El medio ambiente natural ha sido alterado, pero sin que ni Naturaleza ni sus habitantes estén en peligro. Sin embargo, la construcción de un barco de guerra, y la madre preocupada viendo a su hijo esbozar un soldado, anuncian las ambiciones imperiales emergentes.

### La Culminación del Imperio

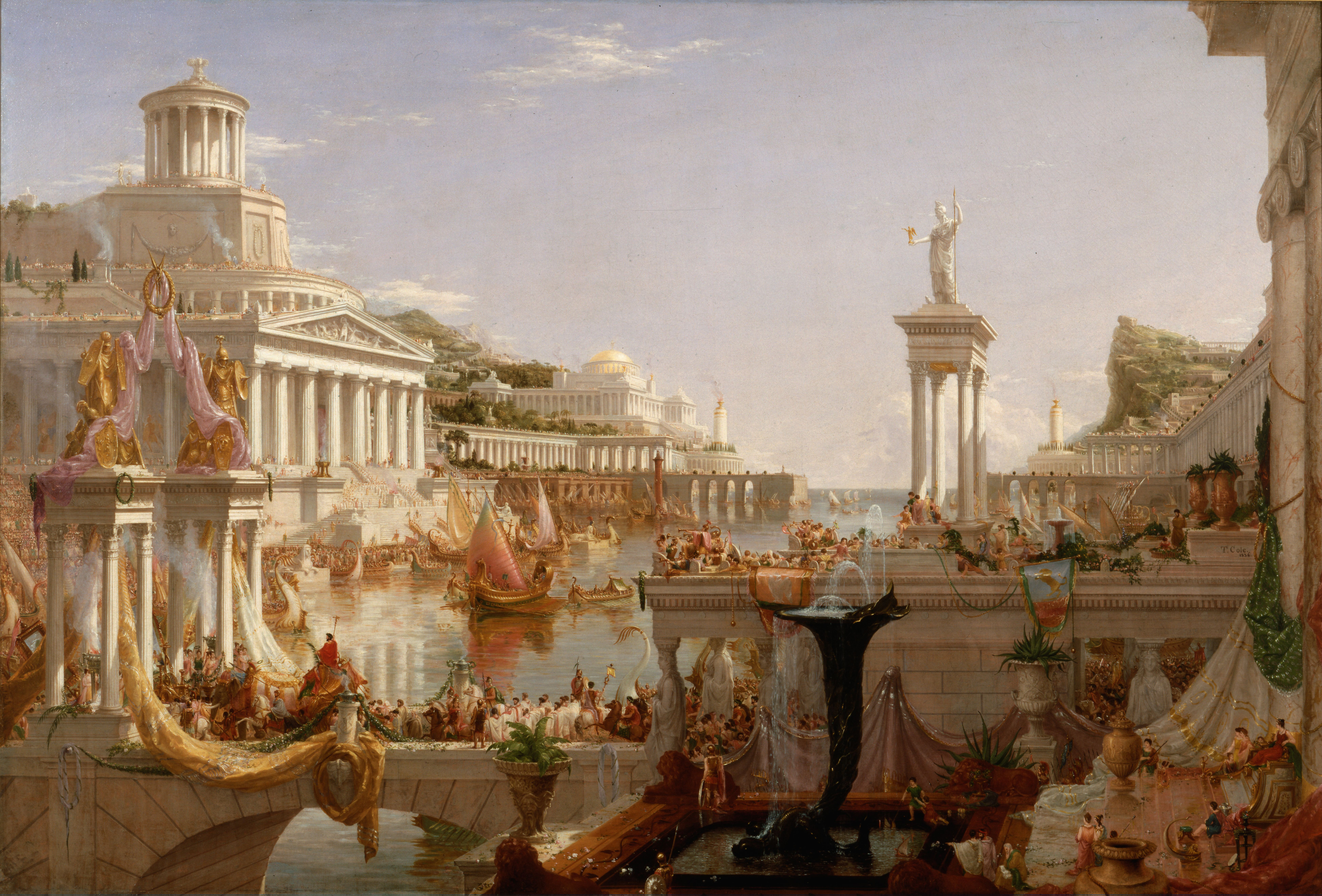
La Culminación del Imperio.

- Pintura al óleo sobre lienzo; 130,1 x 193,0 cm.
- Firmado en el centro-derecha: "T.Cole |1836"
- Situación dentro del conjunto: parte central.

El punto de vista de este lienzo está situado en la costa opuesta, en el claro de la primera pintura. Es el mediodía de un glorioso día de verano. Ambos lados del valle están cubiertos de edificios de mármol. El templo megalítico parece haberse convertido en una enorme estructura con una cúpula que domina ambas orillas del río. La desembocadura del río está custodiada por dos faros que guardan la entrada al puerto, y más allá se ven embarcaciones con velas latinas que salen al mar. Una alegre multitud se reúne en balcones y terrazas, y un rey o general victorioso, vestido de escarlata, cruza un puente que conecta ambos lados del río, en una procesión triunfal. En primer plano, brota agua de una magnífica fuente. La apariencia de la pintura sugiere el apogeo del Imperio romano. Sin embargo, el declive se intuye en ciertos detalles de este paisaje urbano, y anticipan la inevitable caída de esta poderosa civilización. En primer término, debajo la fuente, hay dos niños, tal vez hermanos, uno vestido de rojo y el otro verde, que parecen estar discutiendo a causa de unos barcos de juguete.

### Destrucción

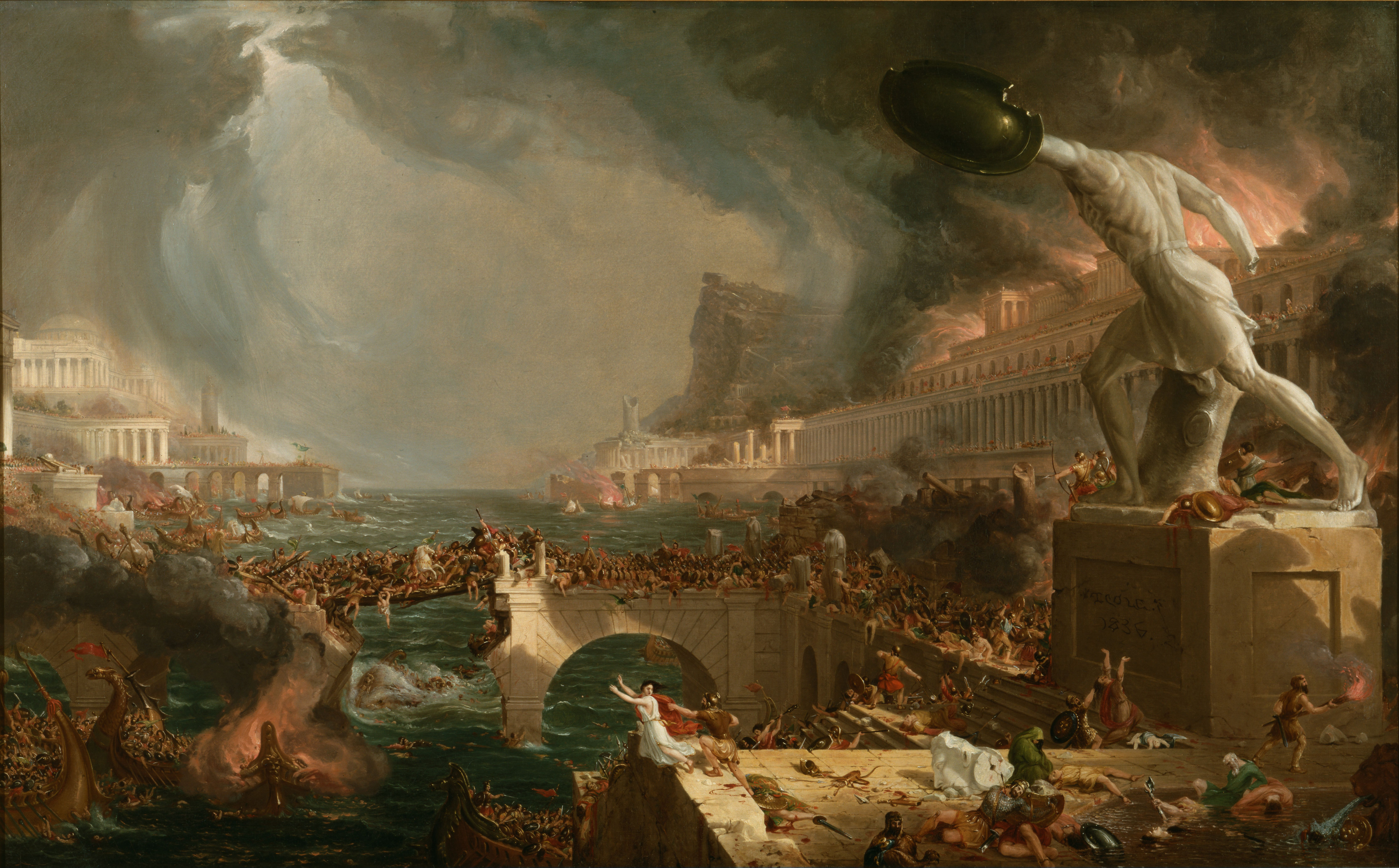
Destrucción.

- Pintura al óleo sobre lienzo; 99,7 x 161,3 cm.
- Firmado abajo a la derecha: "T.Cole1836"
- Situación dentro del conjunto: arriba a la derecha.

La vista de esta pintura es similar a la de la obra anterior, pero retirado casi en el centro del río, para permitir una escena más amplia. Parece que una flota de enemigos ha demolido las defensas de la ciudad y navegado por el río. El lienzo describe el saqueo y la destrucción de la ciudad, con una tormenta vista en la distancia. El puente que cruza el río está roto, y un paso improvisado soporta el paso tanto de soldados como de refugiados. Las columnas de los edificios están rotas, y el fuego arde desde los pisos superiores de un palacio hasta los edificios a orillas del río. En primer plano y sobre un pilar, se eleva la estatua decapitada de un héroe -que recuerda al gladiador Borghese-, vuelto hacia un panorama desolador. Se ven muertos en las fuentes y en los monumentos construidos por la civilización ahora caída. La escena es tal vez sugerida por el saqueo de Roma (455). Por otro lado, el color de las banderas de las dos fuerzas que luchan sobre el puente improvisado, son los mismos que los de los vestidos de los dos chicos del lienzo anterior que, tal vez con el paso de los años, se han convertido en los jefes de los dos ejércitos contendientes.

### Desolación

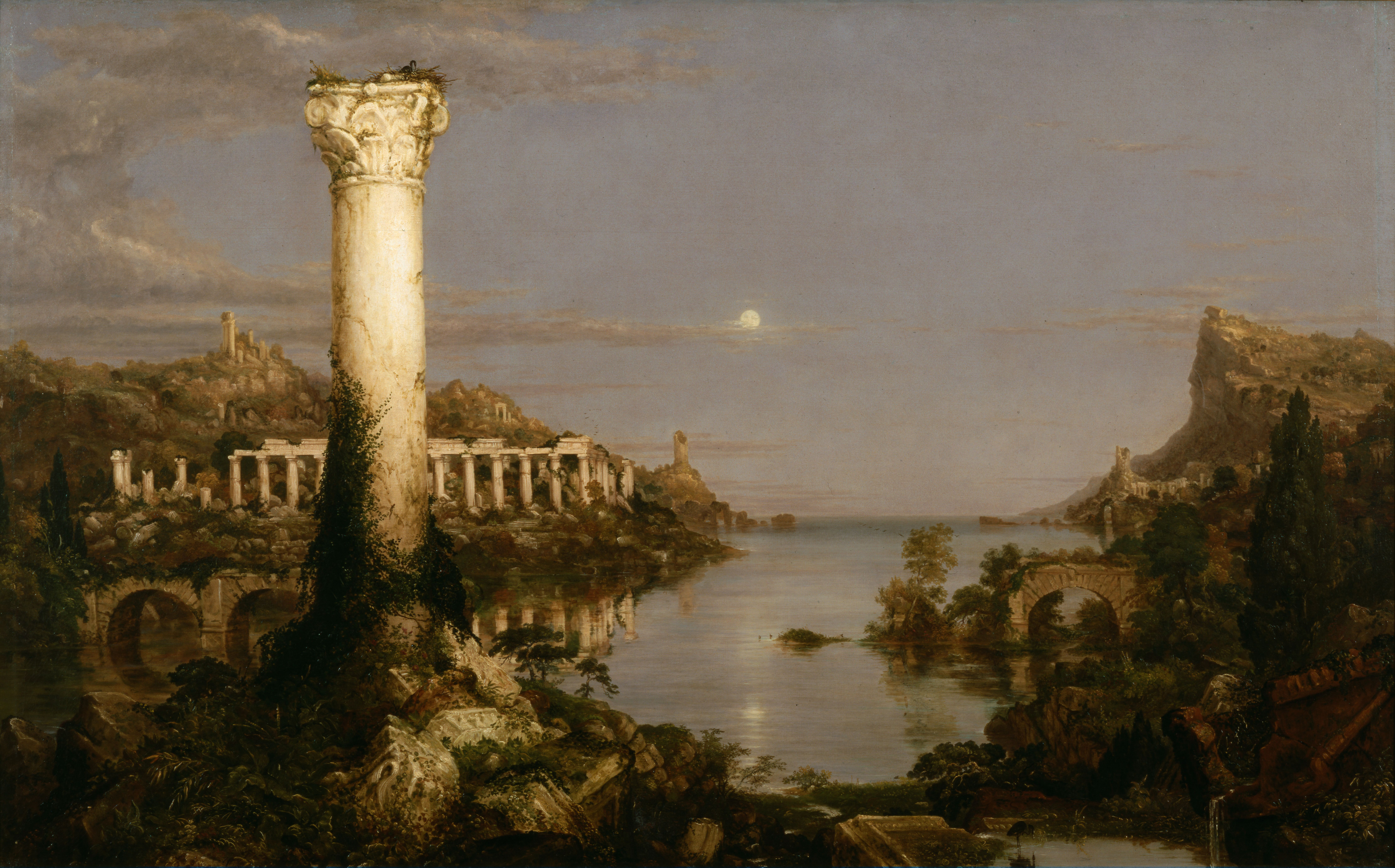
Desolación.

- Pintura al óleo sobre lienzo; 99,7 x 161,3 cm.
- Firmado abajo a la derecha: "Cole"
- Situación dentro del conjunto: abajo a la derecha.

Este lienzo muestra las ruinas de la ciudad, décadas más tarde, bajo una luz crepuscular. El paisaje está volviendo al estado salvaje y no se ven seres humanos, aunque los restos de su arquitectura emergen de debajo de un manto de árboles, hiedra y otros crecimientos silvestres. Al fondo, se ven los restos de los dos faros que dieron entrada al puerto. Los arcos del puente destrozado y las columnas del templo todavía son visibles. En primer plano se yergue una columna solitaria, ahora convertida en lugar de anidación para las aves. En lugar del Sol del amanecer de la primera pintura, aquí está representada la Luna, con una luz pálida reflejada en el río en ruinas, mientras que la columna refleja los últimos rayos del ocaso. Esta imagen sombría sugiere cómo podrían acabar todos los imperios, después de su caída. Es un trágico futuro posible, en el que una civilización ha sido destruida por su propia mano.